# Saint-Féliu-d'Avall
Saint-Féliu-d'Avall (en catalán Sant Feliu d'Avall) es una localidad y comuna francesa situada en el departamento de Pirineos Orientales y la región de Occitania, en la comarca del Rosellón. Tenía 2.396 habitantes en 2007.
Sus habitantes reciben el gentilicio de Saint-Féliens en francés y de Feliuencs en catalán.
Administrativamente, pertenece al distrito de Perpiñán, al cantón de Millas y a la Communauté d'agglomération Perpignan Méditerranée.

## Geografía
La comuna de Saint-Féliu-d'Avall limita con Pézilla-la-Rivière, Le Soler, Thuir, Castelnou, Saint-Féliu-d'Amont y Corneilla-la-Rivière. Se enmarca en la comarca del Rosellón, en la microrregión natural llamada Ribéral.

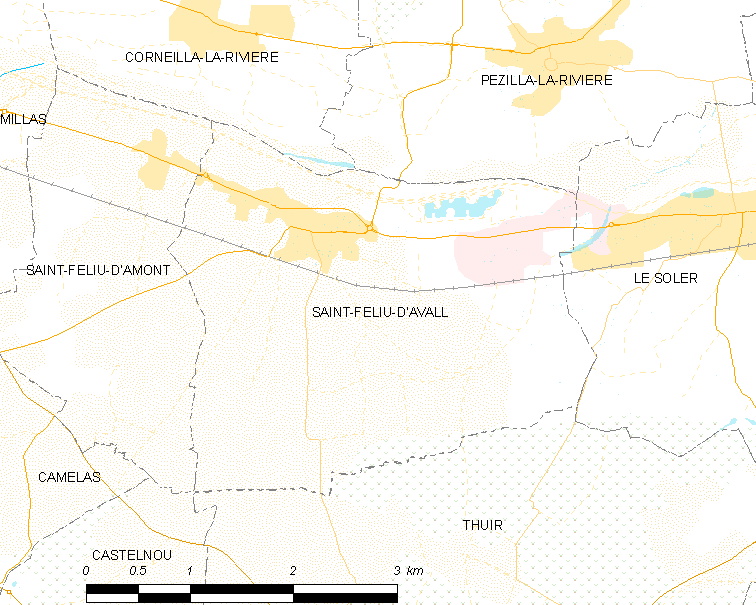

## Demografía
| 1241 | 1533 | 1461 | 1792 | 1956 | 2160 |
| Para los censos de 1962 a 1999 la población legal corresponde a la población sin duplicidades (Fuente: INSEE [Consultar]) |      |      |      |      |      |